# Liquid Additive Manufacturing
Das Liquid Additive Manufacturing (LAM, engl.) ist ein additives Fertigungsverfahren, bei dem flüssige oder hochviskose Materialien verarbeitet werden. Das Verfahren wurde von der German RepRap GmbH in Zusammenarbeit mit DOW Corning entwickelt und 2016 erstmals vorgestellt.

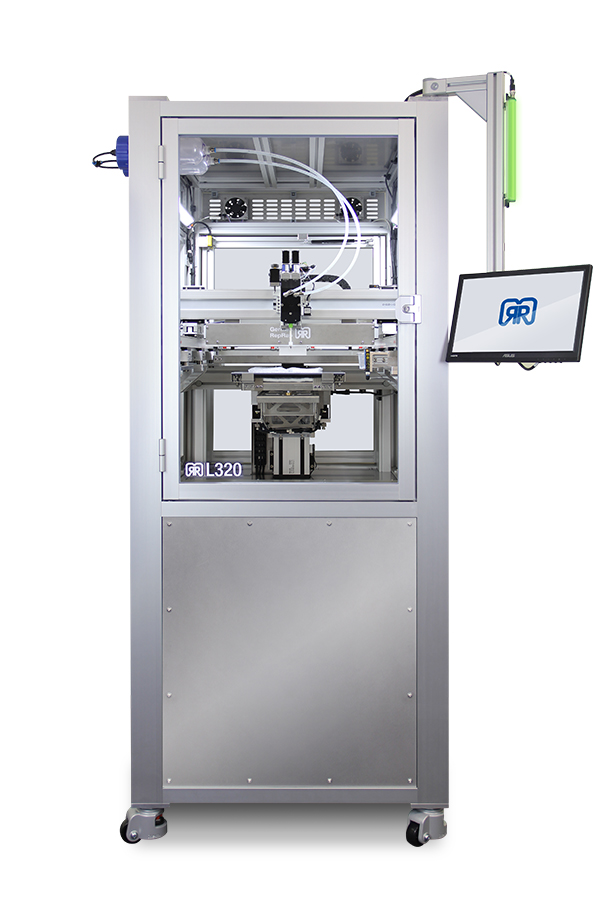
German RepRap 3D-Drucker L320

## Druckprozess
Die Flüssigkeit wird dem Extruder zugeführt. Mit einer Düse wird das viskose Material schichtweise auf eine Druckplatte aufgebracht. Bereits während des Druckprozesses wird das Material mit einer Hochtemperatur-Halogenlampe ausgehärtet, also thermisch vernetzt. Die Geschwindigkeit der sogenannten Lampenfahrt kann angepasst werden, um so die Eigenschaften des Druckobjekts zu beeinflussen. Die einzelnen Schichten werden immer fest miteinander verbunden und nicht nur leicht miteinander verschweißt. Zum Ende des Druckprozesses kann so ein fertiges Bauteil entnommen werden. Die technischen Eigenschaften des gedruckten Objekts entsprechen denen herkömmlicher Fertigungsverfahren wie dem Spritzguss.

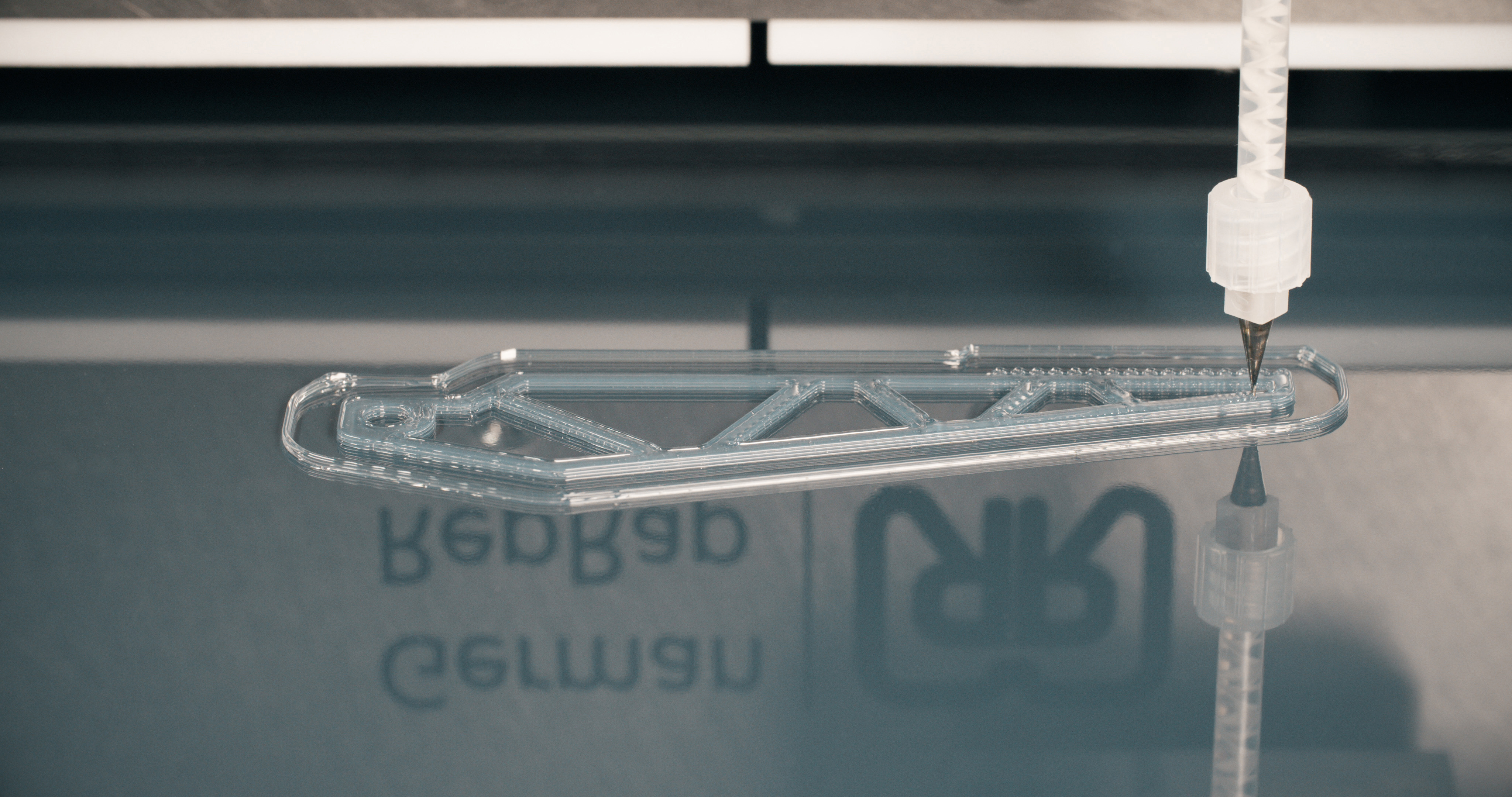
Das flüssige Material wird auf das Druckbett aufgetragen.
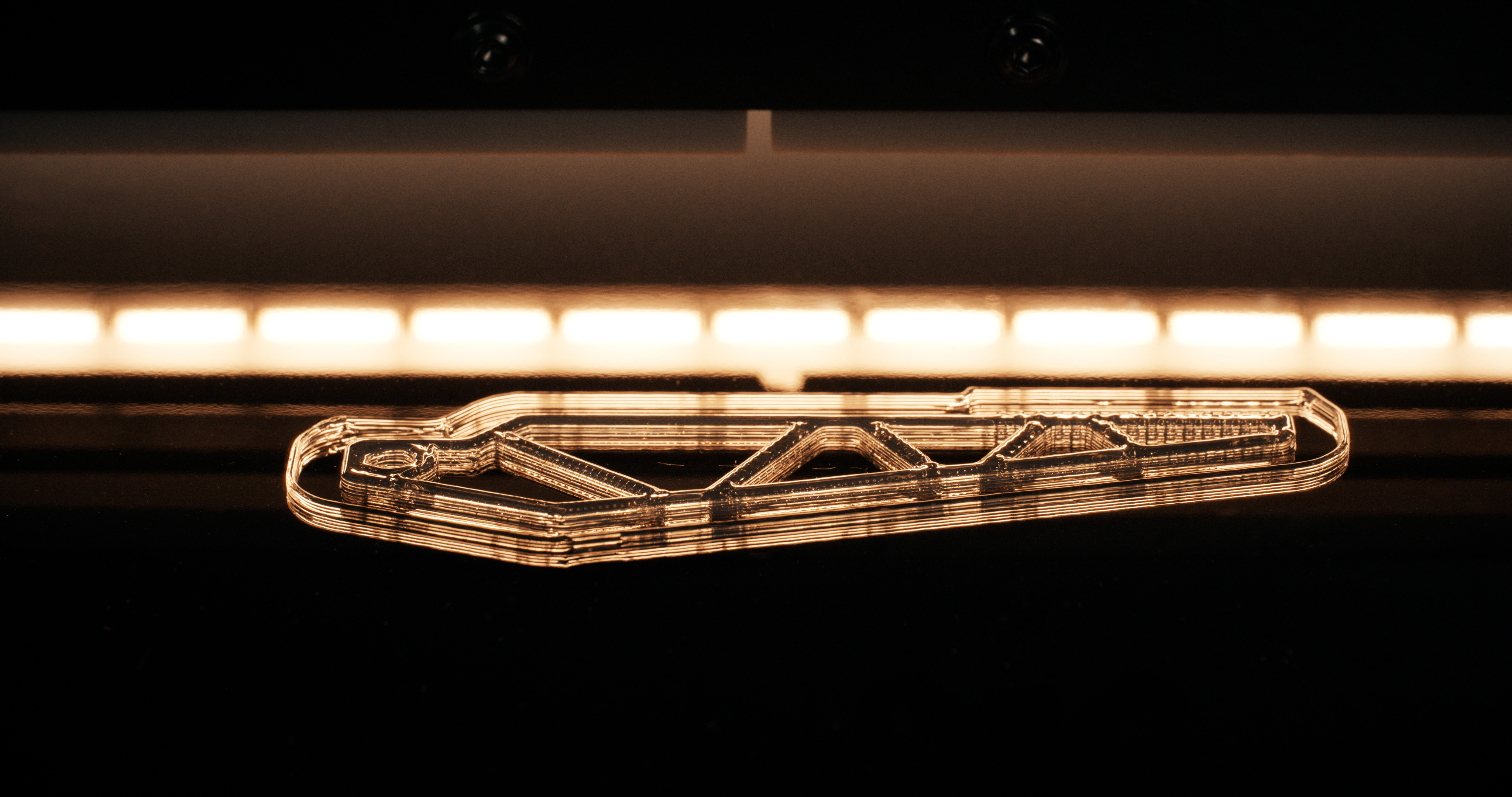
Eine Hochtemperatur-Halogenlampe härtet jede Schicht aus.

## Materialien
Zu den gängigen Materialien zählen Flüssigsilikonkautschuk (Liquid Silicone Rubber, LSR) und Polyurethan (PU). Prinzipiell können vielerlei flüssige Materialien additiv verarbeitet werden, zum Beispiel Klebstoffe, Epoxidharze, Wachs und Fette oder Tinte.

## Anwendungsgebiete
Liquid Additive Manufacturing eignet sich zum Beispiel für die Herstellung von Dichtungen und Mikrodichtungen in den unterschiedlichsten Industrien und die verschiedensten Einsatzzwecke. Das Fertigungsverfahren kommt auch im orthopädischen und medizinischen Bereich zum Einsatz, zum Beispiel für individualisierte Schuheinlegesohlen oder Mund-Nasen-Schutz-Masken. LAM eignet sich sowohl für das Erstellen von Prototypen als auch die Kleinserienfertigung. Es ermöglicht selbst komplexe Geometrien mit verwinkelten innenliegenden Strukturen und erlaubt so eine große Gestaltungsfreiheit.